# Hubert Mbingho
Hubert Mbingho est un homme politique kino-congolais. Il a été maire de la ville de Tshikapa dans sa province d’origine du Kasaï-Occidental en République démocratique du Congo jusqu'au 15 novembre 2005.
Un décret du 15 novembre 2005 du Président de la République, Joseph Kabila, plaça Albert Mutombo comme maire de Tshikapa à sa place. En 2006, il est député provincial au KasaÏ-Occidental et a été nommé vice gouverneur du KasaÏ-Occidental, avec comme gouverneur Trésor Kapuku Ngoy. Et en 2012, il est élu comme député national.